# Agaton Sax och de okontanta miljardärerna

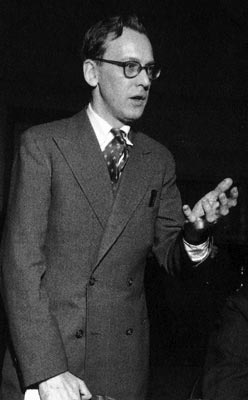
Nils-Olof Franzen skrev böckerna om Agaton Sax

Agaton Sax och de okontanta miljardärerna (1967) är Nils-Olof Franzéns nionde roman om detektiven Agaton Sax. Detta är den enda Agaton Sax-bok där detektiven inte från början vet vem som är skurk.

## Handling
I England finns föreningen Ämmffihob, Äldre Medfödda Miljardärers Förening För Inbördes Hjälp Och Bistånd. Helt plötsligt försvinner 10 miljoner ur föreningens kassa. Ordföranden Mr Knickerbocker kopplar då in Agaton Sax. Samtidigt kontaktar den arge och energiske världsbanksdirektören Mr Mix överdetektivinspektör Lispington för att lösa ett svårt fall: Mr Knickerbocker har tagit ut 278 miljoner pund från sitt bankkonto på kort tid, kan han vara i bovars händer?
Agaton Sax, Lispington och Mr Mix reser till Ämmffihobs slott utan att veta om varandras ankomst. Där har Ämmffihob sitt årsmöte. Alla miljardärerna försvinner sedan en efter en och blir inlåsta. Till slut träffar Lispington och Agaton Sax varandra. De upptäcker källarrummen som miljardärerna är inlåsta i, men Agaton Sax avråder Lispington från att släppa ut miljardärerna innan fallet är löst.
Mysteriet slutar med att de rätta skurkarna infångas. På kuppen möter de också Mr Mix samt Högste chefen för Scotland Yard.